# Sutera affinis
Sutera affinis är en flenörtsväxtart som först beskrevs av Johann Jakob Bernhardi, och fick sitt nu gällande namn av Carl Ernst Otto Kuntze. Sutera affinis ingår i släktet snöflingor, och familjen flenörtsväxter. Inga underarter finns listade i Catalogue of Life.